# القوعه (البيضاء)
القوعه هي إحدى قرى الجمهورية اليمنية. وهي تتبع جغرافيًا لمحافظة البيضاء. وإداريًا لمديرية البيضاء. يبلغ تعداد سكانها 2297 نسمة حسب الإحصاء الذي جرى عام 2004.